# Sint-Oedenrode
Sint-Oedenrode   è una località e un'ex-municipalità dei Paesi Bassi situata nella provincia del Brabante Settentrionale. 
Soppressa il 31 dicembre 2016, il suo territorio, assieme a quello delle ex-municipalità di Schijndel e di Veghel, è andato a formare la nuova municipalità di Meierijstad.